# Ephoron album
Ephoron album är en dagsländeart som först beskrevs av Thomas Say 1824.  Ephoron album ingår i släktet Ephoron och familjen Polymitarcyidae. Inga underarter finns listade i Catalogue of Life.